# Јосип Турн
Гроф Јосип Турн (Лока, 4. 12. 1533. или 1537 – Сењ, 15.6.1589. или Блајбург 14. 9. 1621) немачки официр у Војној крајини, истакао се у борбама против Османлија.

## Каријера
Год. 1553–56. био је заповедник Крижеваца, потом заповедник у Крањској, а 1561–70. сењски капетан. Истицао се у сукобима с Османлијама, нарочито 1566. крај Новиграда на Уни. Год. 1570. био је именован врховним заповедником ускока. Током Сељачке буне 1573. победио је сељачку војску крај Кршког (његова писма крањској скупштини сталежа о саслушању заробљених устаника сачувана су до данас). Од 1576. био је посланик крањских сталежа на царском сабору у Регенсбургу и члан комисије за извођење радова око изградње тврђаве Карловац, а од 1584. врховни заповедник хрватске и приморске границе са седиштем у Карловцу. Исте је године у долини Мочила крај Слуња суделовао у великој победи над Ферхад-пашом Соколовићем.

### Притужбе
Дана 10. марта 1585. хрватски сабор у Загребу на челу са баном Томом Ердедијем тужио је пуковника Јосипа Јошта Турна надвојводи Карлу, да је чинио насиља хрватским племићима у околини Карловца. Хрватско племство се жалило да поред толиких провала Турака и Влаха, почели су Хрватима све више насиља чинити немачки војници у крајишким тврђавама. Тако су војници из Карловца 1587. убили племићког (котарског) судију Андрију Деспотовића. Почетком г. 1588. провалише ови војници у околна села, где су властели и кметовима отели оно мало преостале хране. У фебруару г. 1588. наоружао је карловачки официр Јурај Стомбергер 40 војника, с којима је провалио у село Петровину, посед загребачке бискупије. Тамо су војници попут разбојника опљачкали све куће, те у Карловац однели све жито, зоб, кокоши и друге вредне ствари, чак и ужета са црквених звона. О том се расправљало на хрватском сабору, који се 21. фебруара 1588. састао у Вараждину. Сабор је закључио, да се барон Турн, заповедник хрватске Крајине писмено упозори, да због ових насиља надокнади штету, јер »Карловац и Дубовац потпадају законима и одредбама ове краљевине (тј. Хрватске).«

### Смрт
По већини извора умро је у Сењу 15. јуна 1589; у части врховног заповедника хрватске крајине наследио га је барон Андрија Ауерсперг. По неким изворима умро је тек 14. септембра 1621. у Блајбургу.